# Чебачье (Новосибирская область)
Чебачье — посёлок в Карасукском районе Новосибирской области. Входит в состав Благодатского сельсовета.

## История
Основан в 1909 году. В 1928 г. посёлок Чебачий состоял из 20 хозяйств, основное население — украинцы. В составе Шилово-Курьинского сельсовета Черно-Курьинского района Славгородского округа Сибирского края.

## Население
| 2002 | 2007 | 2010 |
| ---- | ---- | ---- |
| 1    | ↘0   | ↗2   |

## Инфраструктура
В посёлке по данным на 2007 год отсутствует социальная инфраструктура.